# ماتس کیهلستروم
ماتس کیهلستروم (انگلیسی: Mats Kihlström؛ زادهٔ ۳ ژانویهٔ ۱۹۶۴) بازیکن هاکی روی یخ اهل سوئد است.